# 小田切一雲
小田切 一雲（おだぎり いちうん、1630年〈寛永7年〉 - 1706年6月6日〈宝永3年4月26日〉）は、江戸時代前期の剣客。無住心剣流剣術の二代目。

## 生涯
会津の生まれで、越後高田藩の榊原式部太輔の家臣長谷川玄養の弟であった。旧名、長谷川如庵。若い頃は著名な幕医である半井驢庵が開く江戸の塾で学び、学頭まで務めた。
幼い頃から十三の剣の流派を学んでおり、柳生宗矩の高弟、荘田教高にも弟子入りし剣を学び免許を得る。その後、28歳で無住心剣流の針ヶ谷夕雲に弟子入りし、33歳で三度夕雲と立ち合い三度とも「相抜け」の状態となり、印可を受け無住心剣流の二代目となる。
二代目を継いでから暫くは全く弟子を取らなかったが、39歳から弟子を取り始める。60歳で出家し空鈍と号した。宝永3年4月26日（1706年6月6日）死去。享年77。
白井亨は自著で一雲こそが日本剣術史上最高の名人としている。